# 大野文泉

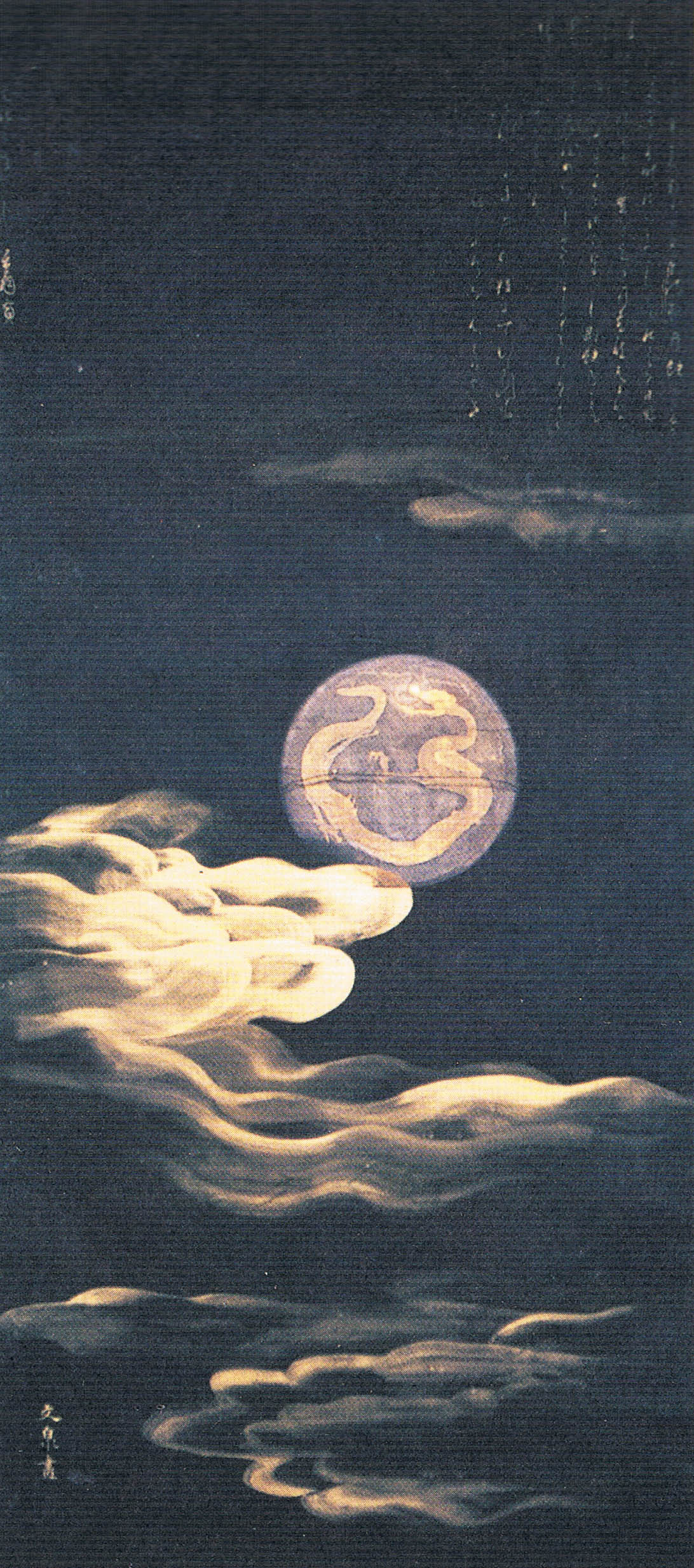
大野文泉筆 月中之龍図 照源寺

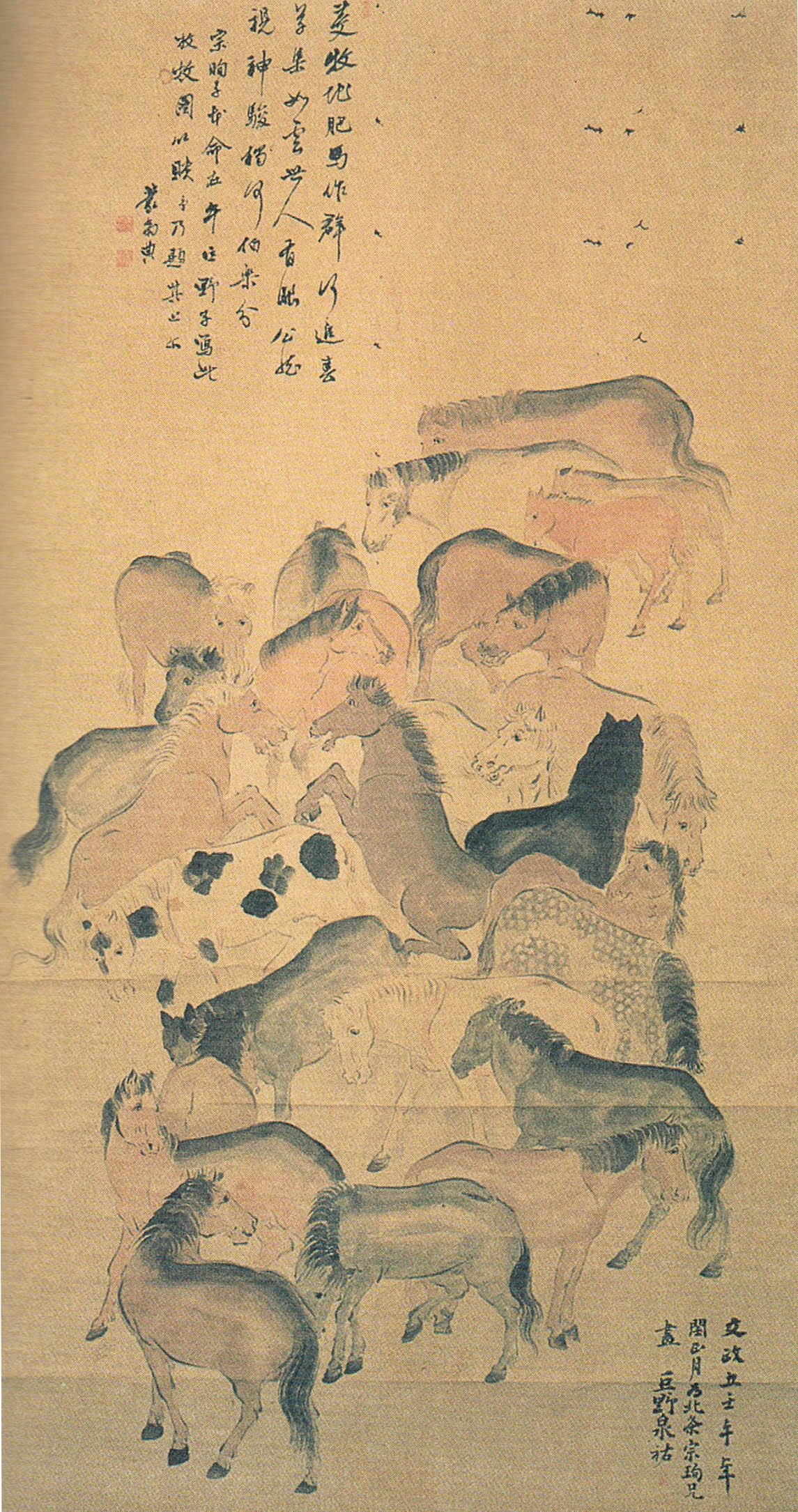
大野文泉筆 放牧図 藤田記念館 1822年

大野 文泉（おおの ぶんせん、安永3年（1774年） - 天保8年（1837年））は、江戸時代の画家。『集古十種』の編纂に加わった。
はじめ大野文泉を名乗ったが後に巨野泉祐（おおの せんゆう）と改名した。通称を万平。陸奥白河の生まれ。

## 略歴
寛政元年（1789年）に白河藩に仕え同7年（1795年）、藩主松平定信に画才を認められ谷文晁に入門。同10年（1798年）、白河藩御用絵師となる。『集古十種』の編纂に画人として加わり、西日本から東北まで諸国を遊歴して古宝物の模写を行った。
文化8年（1811年）、朝鮮通信使を迎えるため対馬に渡っているが、このとき以来巨野泉祐を名乗るようになった。文政6年（1823年）に定信が桑名藩に移封になるとこれに従った。
真景図・肖像画に優れた。

## 作品
- 「釈迦十六善神像」関川寺蔵（白河市愛宕町）文化3年(1806年) 白河市指定重要文化財
- 「奥州白河郡大垬村山泉之図」1巻18図　神戸市立博物館
- 「白河甲子真景図巻」 真田宝物館
- 「月中之龍図」照源寺
- 「広瀬蒙斎像」白河市歴史民俗資料館　天保2年(1831年)
- 「放牧図」藤田記念館　文政5年(1822年)